# Trachea gnosis
Trachea gnosis là một loài bướm đêm trong họ Noctuidae.